# Samba Kaputo
Guillaume Samba Kaputo est un homme politique de la République démocratique du Congo, mort en Afrique du Sud le 1er août 2007, à l'âge de 61 ans.
Il est la troisième personnalité au Congo à être décrété « Héros national ».

## Biographie
Originaire de la province du Katanga, il a grandi à Bukavu, au Sud-Kivu. Il y a effectué ses études primaires et secondaires au collège Saint Paul (devenu par suite de zaïrianisation le collège Kitumaini, kitumaini signifiant « espoir » en swahili), institution tenue par des prêtres catholiques de la Congrégation des Barnabites. Après l'obtention de son diplôme de fin des humanités à Bukavu, Guillaume Samba Kaputo a effectué des études universitaires de Sciences politiques. Il a obtenu un doctorat dans cette discipline, en consacrant sa thèse à l'histoire et à la situation politiques du district de l'Ituri, entité administrative très turbulente située à l'est de la Province Orientale, faisant frontière avec le centre-ouest et le nord-ouest de l'Ouganda. Ce titre de docteur en science politique et des publications remarquées dans la discipline lui ont ouvert la voie du professorat universitaire. 
Durant la présidence de Mobutu Sese Seko, le professeur Guillaume Samba Kaputo a été plusieurs fois gouverneur de provinces et ministre. La venue au pouvoir, dès 1997, de Laurent-Désiré Kabila, originaire de la province du Katanga comme lui, a consolidé la situation éminente de Guillaume Samba Kaputo au sein du monde politique congolais. Après avoir été directeur de cabinet adjoint et ensuite conseiller spécial en matière de sécurité de Joseph Kabila Kabange. À ce titre, le professeur Samba Kaputo a été chargé de plusieurs négociations politiques sensibles, notamment avec les différents mouvements rebelles. Son nom a également été cité dans divers actes de répression d'opposants. 
Lors des élections législatives de 2006, le professeur Samba Kaputo a été élu député, dans une circonscription de sa province d'origine, le Katanga. Il a été reconduit à son poste de Conseiller du président Kabila en matière de sécurité quelques jours avant son décès. Il a été particulièrement actif dans les actions militaires, politiques et judiciaires qui ont vu le pouvoir se débarrasser, en mars 2007, de l'opposant principal du régime, Jean-Pierre Bemba Gombo. Ce dernier a été forcé à un exil de durée indéterminée au Portugal, après la prise d'assaut de sa résidence par des militaires de la Garde présidentielle.
La mort survenue le 1er août 2007 de Guillaume Samba Kaputo, prive le « clan des Katangais », qui entoure le Président Joseph Kabila Kabange et constitue la principale source d'inspiration de sa politique, de son membre le plus qualifié sur le plan intellectuel.